# Modelo mental
Un modelo mental es un mecanismo del pensamiento mediante el cual un ser humano, u otro animal, intenta explicar cómo funciona el mundo real. Es un tipo de símbolo interno o representación de la realidad externa, hipotética, que juega un papel importante en la  cognición. 
La idea se cree que fue originada por Kenneth Craik en su libro publicado en el año 1943 titulado The Nature of Explanation. Tras la temprana muerte de Craik en un accidente de bicicleta, la idea no se elaboró hasta mucho más tarde. 
Antes de Craik, Georges-Henri Luquet ya había desarrollado esta idea del modelo mental: en su libro Le dessin enfantin (el dibujo infantil), publicado en 1927 por Alcan, París, argumentaba que los niños y niñas construyen de forma obvia modelos internos, una visión que influyó entre otros a Jean Piaget.